# Броневицький Сергій Петрович
Броневи́цький Сергі́й Петро́вич (2 травня 1971, Київ, Українська РСР, СРСР) — український фахівець у галузі містобудування, доктор технічних наук, керівник розробників проєкту Генерального плану розвитку Києва та його приміської зони до 2025.
Головний архітектор Києва у 2009-2011.

## Життєпис
Народився 2 травня 1971 в Києві.
У 1993 закінчив будівельний факультет Київського національного університету будівництва та архітектури за фахом інженера-будівельника. До 1995 р. працював у Будівельному управлінні № 5 тресту «Київміськбуд-1» на посадах майстра та виконроба. У 1995 р. став завідувачем сектору лабораторного комплексу Проєктно-технологічного інституту «Київоргбуд» корпорації «Київміськбуд».
У 1996 захистив дисертацію на здобуття наукового ступеня кандидата технічних наук.
Після закінчення аспірантури у 1997—1998 працював головним спеціалістом відділу координації роботи проєктних та будівельних організацій Київської міської державної адміністрації, а також паралельно закінчив Українську академію державного управління при Президентові України та здобув ступінь магістра державного управління. У 1999 р. здобув вищу економічну освіту, закінчивши заочне відділення Міжрегіональної академії управління персоналом. З 1998 р. по 2002 р. працював заступником голови правління — керуючого Відкритого акціонерного товариства тресту «Київміськбуд-1» ім. М. П. Загороднього.
З 2003 — начальник новоствореної комунальної організації «Центр містобудування та архітектури» Київської міської державної адміністрації.
У 2009—2010 виконував обов'язки начальника Головного управління містобудування та архітектури [Архівовано 26 квітня 2012 у Wayback Machine.] Київської міської державної адміністрації.
З 2010 очолює комунальну організацію «Інститут Генерального плану м. Києва».

## Наукові праці
- Броневицький Сергій Петрович. Організаційно-технологічне забезпечення зниження колективної дози радіаційного випромінювання на об'єктах промислового та цивільного будівництва: Дис. канд. техн. наук: 05.02.21 / Київський держ. технічний ун-т будівництва та архітектури. — К., 1996. — 143с.  [Архівовано 25 лютого 2016 у Wayback Machine.]